# Đại Antilles
Đại Antilles là quần đảo vùng biển Caribe thuộc nhóm Antilles. Nhóm này cùng với Tiểu Antilles và quần đảo Bahamas được gọi chung là "quần đảo Tây Ấn".
Đại Antilles gồm có bốn đảo chính: Cuba, Jamaica, Hispaniola (hai nước Haiti phía tây và Cộng hòa Dominica phía đông chung nhau) và Puerto Rico. Những hải đảo nhỏ gần bốn đảo chính này cũng được xem là thuộc nhóm Đại Antilles như đảo Cayman.
Địa chất cấu tạo Đại Antilles là địa tầng đá lục địa, khác hẳn nhóm Tiểu Antilles về phía đông.
Vì vị trí chiến lược quan trọng chắn ngang cửa ngõ vào châu Mỹ, nhóm Antilles nói chung từng là chiến trường cho các cường quốc Âu châu như Tây Ban Nha, Pháp, và Anh muốn khống chế hải lộ và kiểm soát thuyền bè qua lại. Thương thuyền vượt đại dương giữa Âu châu và Mỹ châu trước thời cận đại thường ghé đây. Giá trị giao thương này đã giảm nhiều kể từ khi ngành phi vận phát triển và việc giao thông không còn lệ thuộc vào đường biển như trước.
Khi còn là thuộc địa những đảo này còn là nguồn tài nguyên cung ứng cho mẫu quốc.

## Quốc gia

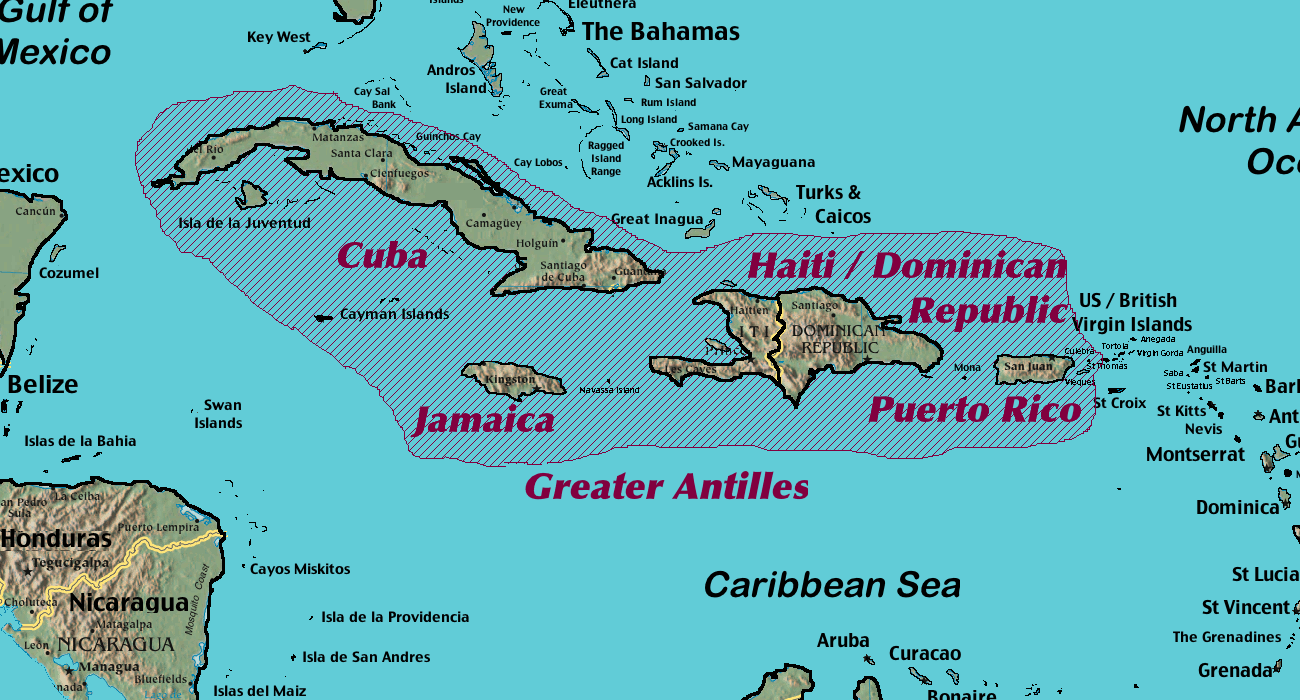
Nhóm đảo Đại Antilles

| Quốc gia và cờ       | Diện tích (km²) | Dân số (Ước đoán 07.2005) | Mật độ dân số (/km²) | Thủ đô         |
| -------------------- | --------------- | ------------------------- | -------------------- | -------------- |
| Cuba                 | 110.860         | 11.346.670                | 102,4                | La Habana      |
| Cộng hòa Dominica    | 48.730          | 8.950.034                 | 183,7                | Santo Domingo  |
| Haiti                | 27.750          | 8.121.622                 | 292,7                | Port-au-Prince |
| Jamaica              | 10.991          | 2.731.832                 | 248,6                | Kingston       |
| Puerto Rico (Hoa Kỳ) | 9.104           | 3.916.632                 | 430,2                | San Juan       |
| Tổng cộng            | 207.435         | 35.066.790                | 169,05               |                |